# Rolf Kasparek
Rolf Kasparek, poznatiji kao Rock 'n' Rolf (Hamburg, Njemačka, 1. srpnja 1961.), njemački je heavy metal-glazbenik.
Najpoznatiji je kao gitarist i pjevač sastava Running Wild koji je osnovao 1976. Njegov je jedini preostali izvorni član i pojavio se na svim albumima. Također je glavni skladatelj i tekstopisac. Sastav se raspao 2009., ali se ponovno okupio 2011.
Kasparek je član i sastava Giant-X. Debitanski album sastava objavljen je 2013.